# Synergism (teologi)
Synergism är en kristen teologisk lära inom soteriologin, enligt vilken frälsningen uppnås genom samverkan mellan Guds nåd och människans fria vilja och handling.
En sådan åskådning är helt accepterad inom de ortodoxa kyrkorna men kom att ifrågasättas genom Augustinus läror om predestinationen och nådens oemotståndlighet. Den romersk-katolska teologin bevarade dock ett synergistiskt synsätt; frälsningen beror helt på Guds nåd, men människan har att sedan samverka med nåden.
Reformatorerna, med sin strängare augustinism, avvisade vanligen synergismen helt, vilket i sina yttersta konsekvenser leder till en kalvinsk predestinationslära. Människans medverkan hävdades dock av vissa teologer, vilket gav upphov till den "synergistiska striden" mellan lutherska teologer, i första rummet Johann Pfeffinger och Matthias Flacius.
Pietismen betonade omvändelse. Frälsningen och nåden förutsätter enligt denna syn synergism[källa behövs], det vill säga människans samverkan genom ett aktivt val, och en emotionell frälsningsupplevelse och frälsningsvisshet. Flertalet väckelsekristna frikyrkor har traditionellt betonat omvändelsen och frälsningsupplevelsen.